# Dirka po Franciji 1960
Dirka po Franciji 1960 je bila 47. dirka po Franciji, ki je potekala leta 1960.

## Pregled
| Kategorije                          | Podatki       |
| ----------------------------------- | ------------- |
| Začetek-konec                       | Lille - Pariz |
| Dolžina (km)                        | 4.173         |
| Število etap                        | 22            |
| Povprečna hitrost zmagovalca (km/h) | 37,210        |
| Kolesarjev                          | 128           |
| Tekmo končalo                       | 81            |